# Xã Swan Lake, Quận Stevens, Minnesota
Xã Swan Lake (tiếng Anh: Swan Lake Township) là một xã thuộc quận Stevens, tiểu bang Minnesota, Hoa Kỳ. Năm 2010, dân số của xã này là 194 người.